# Carmelo Lee
Pour les articles homonymes, voir Lee.
Carmeo Lee, né le 7 juin 1977 à Atlanta (Géorgie), est un joueur portoricain de basket-ball. Il évolue au poste d'ailier.

## Palmarès
- Finaliste du championnat des Amériques 2009
- 3e du championnat des Amériques 2007